# ぎふチャン ダイナミックナイター
『ぎふチャン ダイナミックナイター』は、岐阜放送で放送されているプロ野球中継である。自社では制作を行わず、全て他の独立UHF局からのネットになる。元々『岐阜テレビ ダイナミックナイター』（ぎふテレビ ダイナミックナイター）として放送していたが、2006年6月頃に番組オープニング及びエンディングが変更され、その時より番組タイトルが『ぎふチャン ダイナミックナイター』に変更された。
なお『ダイナミックナイター』の名称は、ぎふチャンのラジオ・テレビともに共通であるが、テレビ放送では題名に「ぎふチャン」が付くのに対し、ラジオは局名なしで単に「ダイナミック・ナイター」としている。
1980年代の放送では、レインコートプログラムは岐阜放送の通常番組ではなく、制作局のレインコート番組を同時ネットしていた。

## 中日戦中継の場合のネット局
- サンテレビ（対阪神タイガース・阪神甲子園球場など）
- テレビ神奈川（対横浜DeNAベイスターズ・横浜スタジアム）※　tvk側の制作が完全自社制作からスカパー!=J SPORTSとの共同制作→TBSテレビから球団経由での番組購入→TBSテレビから球団経由でのメイン映像を購入して独自カメラ映像併用で自社実況の形態と移行したため、2006年度から実績無し[1]
- 千葉テレビ放送（交流戦　対千葉ロッテマリーンズ・千葉マリンスタジアム）
- テレビ埼玉（交流戦　対埼玉西武ライオンズ・西武ドーム）

その他パ・リーグの中継を、テレ玉やチバテレビからのネットで放送する場合もある。かつてはテレビ愛知（対広島東洋カープ・対大洋ホエールズ→横浜ベイスターズ・対ヤクルトスワローズ）・TOKYO MX（対ヤクルトスワローズ）制作のビジターゲームや、KBS京都制作の近鉄バファローズ・南海ホークス戦（近鉄戦はナゴヤ球場開催分を含む）をネット受けすることもあった。
なお、中日側主催の試合についてはGBSに直接製作・放映権がないため、放送されるのは現状では日本選手権シリーズに中日が進出し、なおかつ番組販売購入の取引関係があるテレビ東京・テレビ愛知が放映権を得た時に限られるが、1976年4月8日の静岡県草薙総合運動場硬式野球場での阪神戦をテレビ神奈川（TVK）製作でネット受けしたほか、1987年から1990年代のごく一時期、中部日本放送（CBCテレビ）製作の中日主催試合をCBCで放送できない場合に限り、GBSに放映権を譲り、地元企業・団体の協賛を付けた「ドラゴンズスペシャル（ナイター時は末尾に『ナイター』がつく）」を放送した試合もあった。また1990年-1997年には、長良川球場で広島東洋カープが主催した中日戦が開催され、その時の後援者にCBCが含まれていたため、CBC製作で放送したが、CBCでの放映日程の都合がつかないときに「GBSダイナミックナイター」として放送した試合も存在する。

## 現在の放送時間
19：00～20：54（延長なし）

## 過去の放送時間（2008年）
- 月・19:00～20:54
- 火・18:30～21:48
- 水・19:00～20:54（最大延長21:48まで）
- 木・19:00～20:54（最大延長21:48まで）
- 金・19:00～21:48
- 日・19:00～21:48
  - 2007年度までは20:54で終了し、最大延長が21:48までとなっていたが、2008年度は水・木曜日を除き、予め21:48まで中継予定が組まれている。
  - アニメやドラマなど物語の連続する番組以外は原則として代替放送を行わない。その場合、土曜日・日曜日の日中あるいは夕方に放送する。
  - 2008年度は土曜日の中継予定が一切無い。
  - テレビ東京からのネットの場合は上記に関係なく原則19:00～20:54の枠での放送となる（延長オプションの有無はテレビ東京側の判断になる）。